# Adesmia odontophylla
Adesmia odontophylla es una especie de planta floral del género Adesmia, tribu Dalbergieae, subfamilia, Faboideae.

## Distribución
Especie nativa de Chile. Crece en el bosque subtropical.

## Taxonomía
Fue descrita por Phil. y publicada en Anales Univ. Chile 27: 344 (1865).
Etimología
Adesmia: del griego a- (sin) y desme (envoltorio), en referencia a los estambres libres.
Sinónimos homotípicos
- Patagonium odontophyllum (Phil.) Kuntze in Revis. Gen. Pl. 1: 200 (1891).[1]